# Campingaz
Campingaz est une marque de produits de camping et de plein air de la société Application des gaz, située à Saint-Genis-Laval dans le Rhône. Cette société a été rachetée en 1996 par Coleman Company ― aujourd'hui Newell Brands,.  
Le nom rappelle, qu'à l'origine, il s'agissait de réchauds puis de lampes à gaz, alimentés à l'aide de petits réservoirs métalliques de gaz, jetables ou rechargeables (réservoirs vendus et non consignés) selon les modèles.

## Historique
En 1949, Gabriel Corlet, René Sillon, André Colomb puis Lucien Bussière fondent à Oullins en banlieue lyonnaise la société DEOM (Dessin, Étude, Outillage, Mécanique) qui deviendra Camping Gaz puis Campingaz,. La société s'implantera à Saint Genis Laval, sur le site actuel, en 1953.
Leur premier réchaud portatif est appelé « Bleuet » en référence à sa couleur bleue et à la couleur des flammes produites : sa cartouche est rechargeable. La cartouche C206, jetable à percer, est créée en 1955,.
En 1962, la société Camping gaz prend la dénomination de ADG (Application des Gaz) qui distribue des produits sous la marque Camping gaz.
En 1975, la société se lance dans les produits isothermes, et notamment des glacières.
L'année 1994 marque le lancement de la première gamme de barbecues à gaz, à laquelle viendra s'ajouter en 2013 une gamme de barbecues au charbon de bois, dont certains modèles sont équipés d'un allumage au gaz grâce à une petite cartouche.
En 1996, la société est rachetée par la société américaine Coleman Company, spécialiste des loisirs de pleine nature aux États-Unis (en 2017, la maison mère est Newell Rubbermaid).

## Gamme de produits
La gamme de produit regroupe : les barbecues et cuisines de plein-air, désherbeurs, housses pour mobilier de jardin, lampes et réchauds (activité historique), matelas gonflables, glacières et gourdes, outils de soudure, toilettes chimiques, cartouches de gaz, chauffages d'appoint.

## Galerie

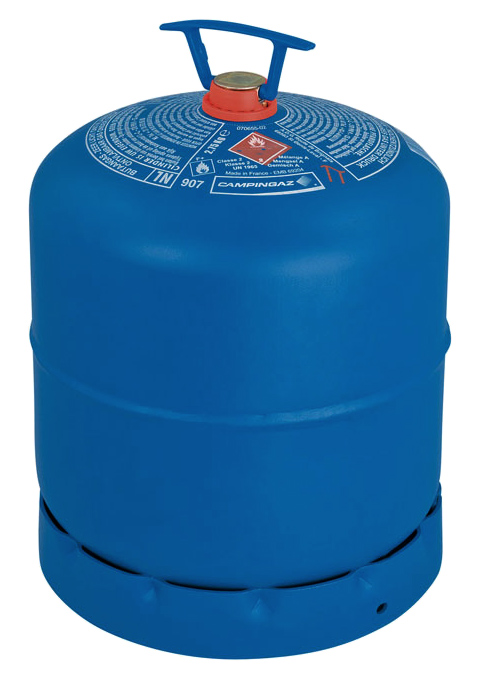
Cartouche de gaz rechargeable
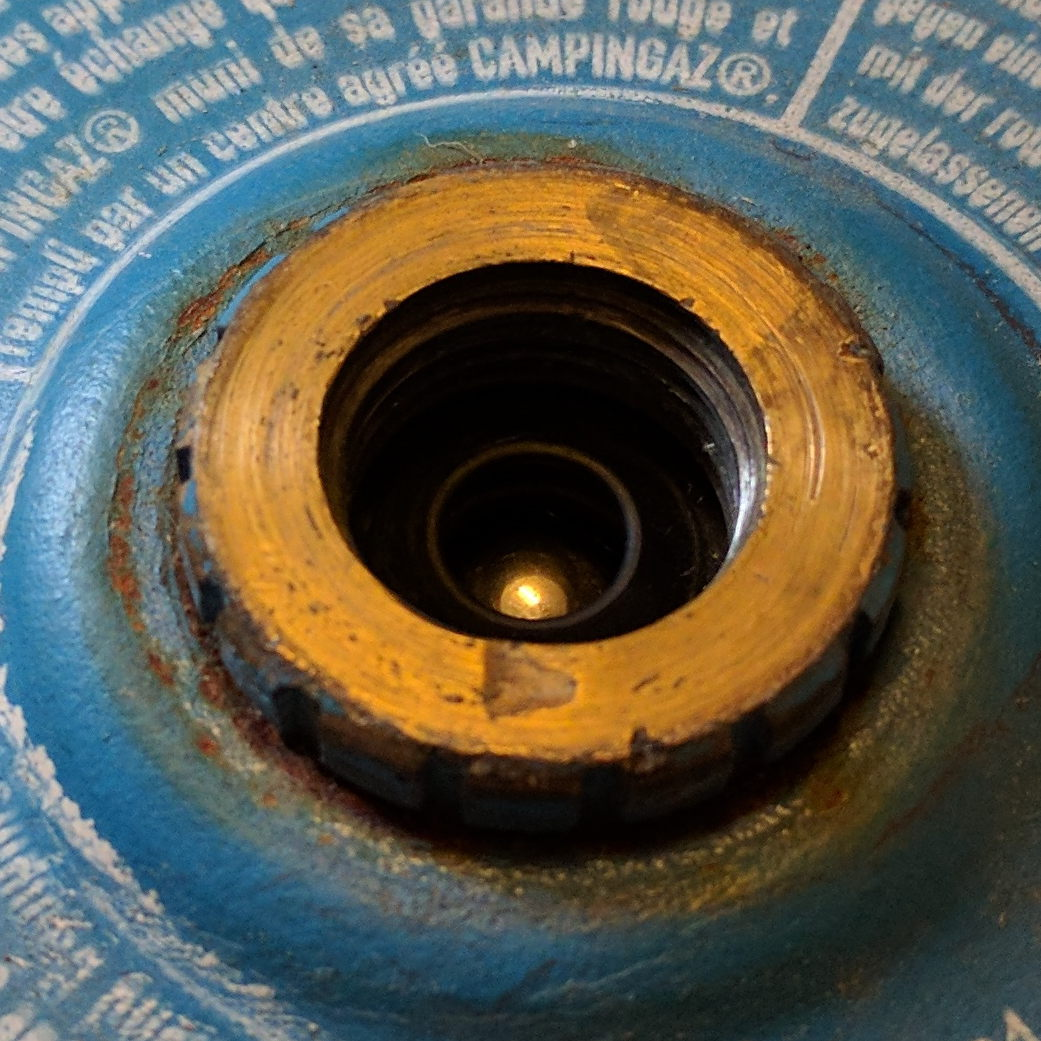
Zoom sur la valve d'une cartouche de gaz rechargeable
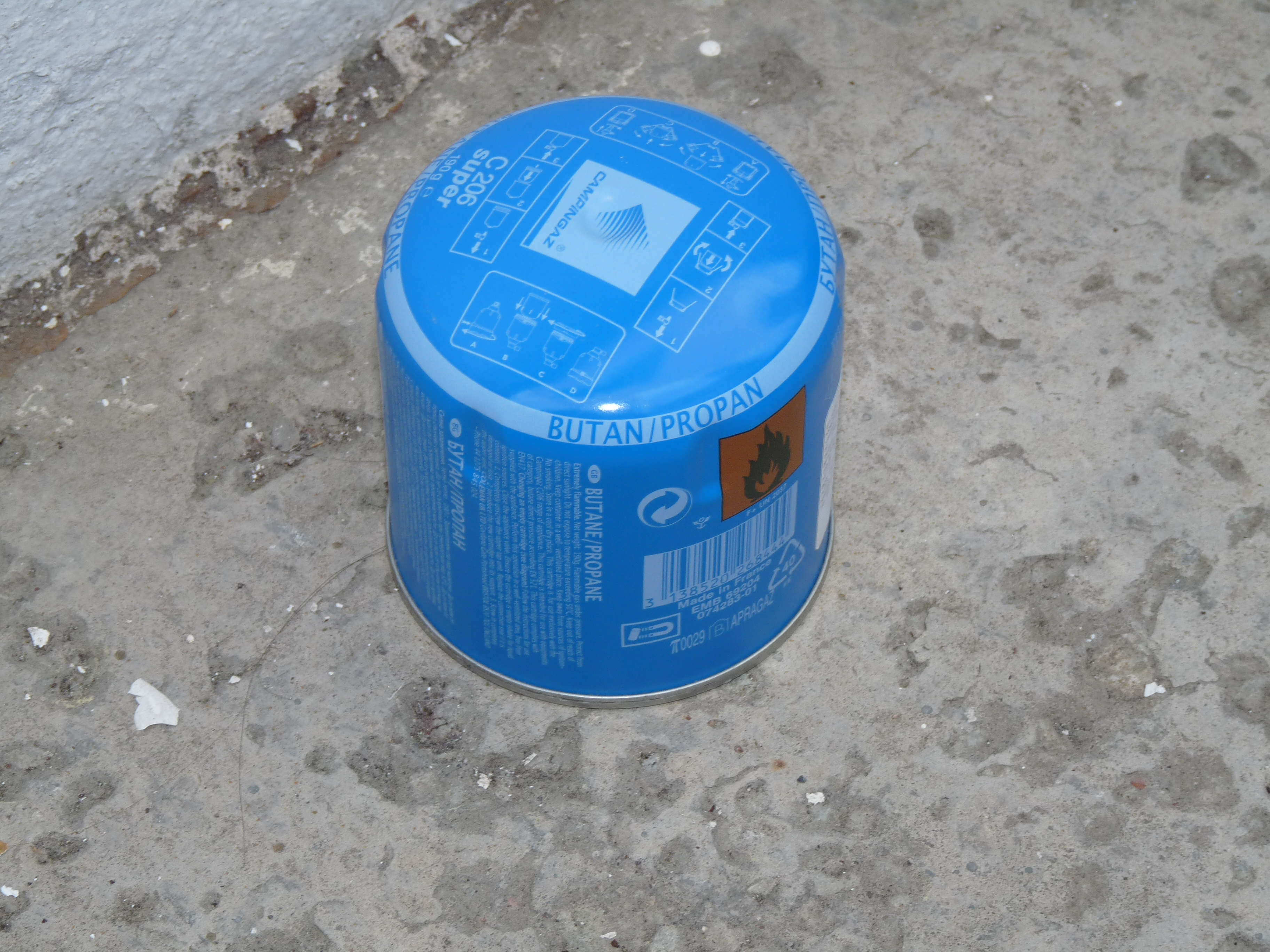
Cartouche jetable à percer, type C206